# Liste der Monuments historiques in Bény
Die Liste der Monuments historiques in Bény führt die Monuments historiques in der französischen Gemeinde Bény auf.

## Liste der Bauwerke
| Bezeichnung       | Beschreibung | Standort | Kennzeichnung | Schutzstatus | Datum | Bild           |
| ----------------- | ------------ | -------- | ------------- | ------------ | ----- | -------------- |
| Manoir de Marmont | Herrenhaus   | (Lage)   | PA00116616    | Inscrit      | 1992  | weitere Bilder |